# Zuflucht
Zuflucht é um filme mudo, do gênero drama, produzido na Alemanha em 1928, dirigido por Carl Froelich e com atuações de Henny Porten, Max Maximilian e Margarete Kupfer.